# Campeonato de Estados Unidos de hockey sobre patines
El Campeonato de Estados Unidos de hockey sobre patines es una competición que se disputa a nivel nacional en Estados Unidos anualmente, desde 1961. Se disputa en sede única a lo largo de una semana, normalmente durante el mes de julio. Participan simultáneamente en el campeonato, divididos en categorías y divisiones, los principales equipos del país, tanto masculinos como femeninos.
El campeonato masculino sénior se divide actualmente en tres categorías conforme al nivel competitivo de los equipos:
1. World Class, primera categoría. Creada en 1961, inicialmente como categoría única con el nombre de National Championship, a partir de 1976 se constituyó con el nombre de Gold Division al crearse la segunda categoría.
2. Silver Division, segunda categoría. Creada en 1976.
3. Bronze Division, tercera categoría. Creada en 1988.

A partir de 1974 comenzaron a crearse además categorías inferiores en función de la edad de los participantes, y a partir de 1977 se introdujo la categoría femenina.

## Equipos participantes

### Edición de 2024
- Florida ː United Florida H.C. Weston.
- Maryland ː Cumberland Raiders.
- Pensilvania ː Boyertown Phantoms, Bedford Bandits.
- Texas ː Lubbock Phoenix.
- Utah ː Salt Lake City Snipers.
- Washington ː Olympia Warriors, Bremerton Crusaders.

skatebrain-

### Edición de 2023
- Florida ː United Florida H.C. Weston, Ocala H.C.
- Pensilvania ː Boyertown Phantoms, Bedford Bandits.
- Texas ː Lubbock Phoenix, Decatur Rolling Knights, Bowie R.H.C
- Utah ː Salt Lake City Snipers.
- Washington ː Olympia Warriors, Bremerton Crusaders.

### Edición de 2021
- California ː Merced Screaming Eagles, San Diego Red Tide.
- Florida ː United Florida H.C. Weston, Ocala H.C., Miami R.H.C.
- Maryland ː Cumberland Raiders.
- Nueva York ː New York Thunderbirds.
- Pensilvania ː Boyertown Phantoms, Bedford Bandits.
- Texas ː Lubbock Phoenix, Decatur Rolling Knights, Bowie R.H.C, Texas Demons, North Texas Twisters.
- Washington ː Olympia Warriors, Bremerton Hurricanes, Bremerton Crusaders.

### Ediciones anteriores
- Alaska ː Anchorage Sno-Devis.
- Arkansas ː Fort Smith.
- California ː Chowchilla Rollin Knights,  Modesto Rebels, Glendora Hustlers, Sacramento Challengers, St. Joseph´s Hawks,  Los Ángeles Angels.
- Iowa ː Muscatine RHC.
- Maryland ː Bowie Marauders.
- Nueva York ː Utica Thunderbirds.
- Oregón ː Eugene RHC, Salem Snipers.
- Texas ː Port Neches Champions, San Angelo Aces.
- Washington ː Centralia Sharks.

## Historial de la World Class
| Edición | Año  | Sede           | Campeón                | Subcampeón             | Tercero                   |
| ------- | ---- | -------------- | ---------------------- | ---------------------- | ------------------------- |
| I       | 1961 |                | Lubbock Gosts          |                        |                           |
| II      | 1962 |                | Lubbock Gosts          |                        |                           |
| III     | 1963 |                | Lubbock Gosts          |                        |                           |
| IV      | 1964 | Louisville     | Lubbock Gosts          | Port Neches Champions  |                           |
| V       | 1965 |                | Los Ángeles Angels     |                        |                           |
| VI      | 1966 |                | St. Joseph´s Hawks     |                        |                           |
| VII     | 1967 |                | St. Joseph´s Hawks     |                        |                           |
| VIII    | 1968 |                | St. Joseph´s Hawks     |                        |                           |
| IX      | 1969 |                | St. Joseph´s Hawks     |                        |                           |
| X       | 1970 |                | Lubbock Gosts          |                        |                           |
| XI      | 1971 |                | Lubbock Gosts          |                        |                           |
| XII     | 1972 |                | Lubbock Gosts          |                        |                           |
| XIII    | 1973 |                | Cumberland Raiders     |                        |                           |
| XIV     | 1974 |                | Glendora Hustlers      |                        |                           |
| XV      | 1975 |                | Cumberland Raiders     |                        |                           |
| XVI     | 1976 |                | Lubbock Gosts          |                        |                           |
| XVII    | 1977 |                | Lubbock Gosts          |                        |                           |
| XVIII   | 1978 |                | Boyertown Phantoms     |                        |                           |
| XIX     | 1979 | Fort Smith     | Lubbock Gosts          |                        |                           |
| XX      | 1980 |                | Cumberland Raiders     |                        |                           |
| XXI     | 1981 |                | Lubbock Gosts          |                        |                           |
| XXII    | 1982 |                | Cumberland Raiders     |                        |                           |
| XXIII   | 1983 |                | Cumberland Raiders     |                        |                           |
| XXIV    | 1984 |                | Cumberland Raiders     |                        |                           |
| XXV     | 1985 | Fort Worth     | Sacramento Challengers | Glendora Hustlers      | Olympia Tornadoes         |
| XXVI    | 1986 |                | Glendora Hustlers      | Cumberland Raiders     | Olympia Tornadoes         |
| XXVII   | 1987 |                | Port Neches Champions  | Cumberland Raiders     | Glendora Hustlers         |
| XXVIII  | 1988 |                | Glendora Hustlers      | Olympia Tornadoes      | Cumberland Raiders        |
| XXIX    | 1989 |                | Port Neches Champions  |                        |                           |
| XXX     | 1990 |                | Port Neches Champions  | Glendora Hustlers      | Cumberland Raiders        |
| XXXI    | 1991 |                | Port Neches Champions  | Boyertown Phantoms     | Glendora Hustlers         |
| XXXII   | 1992 |                | Port Neches Champions  | Cumberland Raiders     | Boyertown Phantoms        |
| XXXIII  | 1993 | Fort Smith     | Port Neches Champions  | Bremerton Hurricanes   | Glendora Hustlers         |
| XXXIV   | 1994 |                | Boyertown Phantoms     |                        |                           |
| XXXV    | 1995 |                | Bremerton Hurricanes   | Lubbock Gosts          | Cumberland Raiders        |
| XXXVI   | 1996 |                | Boyertown Phantoms     |                        |                           |
| XXXVII  | 1997 |                | Cumberland Raiders     | Bremerton Hurricanes   | Lubbock Gosts             |
| XXXVIII | 1998 |                | Olympia Warriors       | Lubbock Gosts          | Cumberland Raiders        |
| XXXIX   | 1999 | Lubbock        | Olympia Warriors       | Lubbock Gosts          | Cumberland Raiders        |
| XL      | 2000 | Fort Worth     | Olympia Warriors       | Boyertown Phantoms     | Bremerton Hurricanes      |
| XLI     | 2001 | Klamath Falls  | Olympia Warriors       | Cumberland Raiders     | Boyertown Phantoms        |
| XLII    | 2002 | Utica          | Olympia Warriors       | Bremerton Hurricanes   | Cumberland Raiders        |
| XLIII   | 2003 | Fort Worth     | Boyertown Phantoms     | Cumberland Raiders     | Bremerton Hurricanes      |
| XLIV    | 2004 | Burlington     | Olympia Warriors       | Boyertown Phantoms     | Cumberland Raiders        |
| XLV     | 2005 | Cumberland     | Cumberland Raiders     | Boyertown Phantoms     | Modesto Rebels            |
| XLVI    | 2006 | Salt Lake City | Cumberland Raiders     | Olympia Warriors       | Chowchilla Rollin Knights |
| XLVII   | 2007 | Fort Smith     | Merced Knights         | Cumberland Raiders     | Lubbock Colts             |
| XLVIII  | 2008 | Utica          | Olympia Warriors       | Decatur RHC            | Cumberland Raiders        |
| XLIX    | 2009 | Fort Worth     | Olympia Warriors       | Boyertown Phantoms     | Cumberland Raiders        |
| L       | 2010 | Bremerton      | Olympia Warriors       | Boyertown Phantoms     | Bremerton Hurricanes      |
| LI      | 2011 | Salt Lake City | Olympia Warriors       | Salt Lake City Snipers | Utica Thunderbirds        |
| LII     | 2012 | Cumberland     | Olympia Warriors       | Cumberland Raiders     | Bremerton Hurricanes      |
| LIII    | 2013 | Albuquerque    | Burlington Spartans    | Olympia Warriors       | Salem Snipers             |
| LIV     | 2014 | Lincoln        | Olympia Warriors       | Decatur RHC            | Bremeton Hurricanes       |
| LV      | 2015 | Albuquerque    | Burlington Spartans    | Olympia Warriors       | Boyertown Phantoms        |
| LVI     | 2016 | Lincoln        | Olympia Warriors       | Boyertown Phantoms     | Lubbock Phoenix           |
| LVII    | 2017 | Lincoln        | Boyertown Phantoms     | Lubbock Phoenix        | Olympia Warriors          |
| LVIII   | 2018 | Lincoln        | Bedford Bandits        | Cumberland Raiders     | Bremerton Hurricanes      |
| LIX     | 2019 | Spokane        | Bremerton Hurricanes   | Olympia Warriors       | Bedford Bandits           |
| LX      | 2021 | Cedar Rapids   | Washington Crusaders   | Boyertown Phantoms     | Bremerton Hurricanes      |
| LXI     | 2022 | Lincoln        | Lubbock Phoenix        | Boyertown Phantoms     | Cumberland Raiders        |
| LXII    | 2023 | Lubbock        | Boyertown Phantoms     | Lubbock Phoenix        | Washington Crusaders      |
| LXIII   | 2024 | Lincoln        | Washington Crusaders   | United Florida         | Boyertown Phantoms        |

| Equipo                    | 2001       | 2002       | 2003       | 2004       | 2005       | 2006       | 2007       | 2008       | 2009       | 2010       | 2011       | 2012       | 2013       | 2014       | 2015       | 2016       | 2017       | 2018       | 2019       | 2021       | 2022       | 2023       | 2024       | Años WC |
| ------------------------- | ---------- | ---------- | ---------- | ---------- | ---------- | ---------- | ---------- | ---------- | ---------- | ---------- | ---------- | ---------- | ---------- | ---------- | ---------- | ---------- | ---------- | ---------- | ---------- | ---------- | ---------- | ---------- | ---------- | ------- |
| Olympia Warriors          | Campeón    | Campeón    | 6          | Campeón    |            | Subcampeón |            | Campeón    | Campeón    | Campeón    | Campeón    | Campeón    | Subcampeón | Campeón    | Subcampeón | Campeón    | Tercero    |            | Subcampeón | º          |            | 4          | 5          | 19      |
| Cumberland Raiders        | Subcampeón | Tercero    | Subcampeón | Tercero    | Campeón    | Campeón    | Subcampeón | Tercero    | Tercero    | 4          | 4          | Subcampeón |            |            |            |            |            | Subcampeón |            |            | Tercero    |            |            | 14      |
| Boyertown Phantoms        | Tercero    | 5          | Campeón    | Subcampeón | Subcampeón | 4          |            | 4          | Subcampeón | Subcampeón |            |            |            | 5          | Tercero    | Subcampeón | Campeón    |            |            | Subcampeón | Subcampeón | Campeón    | Tercero    | 17      |
| Chowchilla Rollin Knights | 4          | 6          | 7          |            | 5          | Tercero    |            |            |            |            |            |            |            |            |            |            |            |            |            |            |            |            |            | 5       |
| Lubbock Gosts             | 5          | 8          | 4          |            |            |            |            |            |            |            |            |            |            |            |            |            |            |            |            |            |            |            |            | 3       |
| Modesto Rebels            | 6          |            |            |            | Tercero    |            |            |            |            |            |            |            |            |            |            |            |            |            |            |            |            |            |            | 2       |
| Lubbock Colts             | 7          | 4          | 5          | 4          |            | 6          | Tercero    |            |            |            |            |            |            | 6          |            | Tercero    | Subcampeón |            | 4          |            | Campeón    | Subcampeón | 4          | 13      |
| Bremerton Hurricanes      | 8          | Subcampeón | Tercero    | 5          | 4          | 5          | 6          | 5          | 4          | Tercero    | 5          | Tercero    |            | Tercero    | 4          | 5          | 4          | Tercero    | Campeón    | Tercero    |            |            |            | 19      |
| Redwood City Renegades    |            | 7          | 8          | 6          | 6          |            |            |            |            |            |            |            |            |            |            |            |            |            |            |            |            |            |            | 4       |
| Americans                 |            |            |            | 7          |            |            |            |            |            |            |            |            |            |            |            |            |            |            |            |            |            |            |            | 1       |
| Klamath Falls Cretins     |            |            |            |            | 8          |            |            |            |            |            |            |            |            |            |            |            |            |            |            |            |            |            |            | 1       |
| Salt Lake City            |            |            |            |            |            | 7          | 5          |            |            |            | Subcampeón |            |            |            |            |            |            |            |            |            |            |            |            | 3       |
| Merced Knights            |            |            |            |            |            |            | Campeón    |            |            |            |            |            |            |            |            |            | 5          | 4          | 5          |            |            |            |            | 4       |
| Utica Thunderbirds        |            |            |            |            |            |            | 4          | 6          |            | 5          | Tercero    |            | 4          |            |            |            |            |            |            |            |            |            |            | 5       |
| Decatur RHC               |            |            |            |            |            |            |            | Subcampeón | 5          |            |            |            |            | Subcampeón |            | 4          |            |            |            |            |            |            |            | 4       |
| Burlington Spartans       |            |            |            |            |            |            |            |            |            |            |            |            | Subcampeón | 4          | Campeón    |            |            |            |            |            |            |            |            | 3       |
| Salem Snipers             |            |            |            |            |            |            |            |            |            |            |            |            | Tercero    |            |            |            |            |            |            |            |            |            |            | 1       |
| Bedford Bandits           |            |            |            |            |            |            |            |            |            |            |            |            |            |            |            |            |            | Campeón    | Tercero    |            |            |            | 6          | 3       |
| United Florida Weston     |            |            |            |            |            |            |            |            |            |            |            |            |            |            |            |            |            |            | 6          | º          |            |            | Subcampeón | 3       |
| Bremerton Crusaders       |            |            |            |            |            |            |            |            |            |            |            |            |            |            |            |            |            |            |            | Campeón    |            | Tercero    | Campeón    | 3       |
| Under Dogs                |            |            |            |            |            |            |            |            |            |            |            |            |            |            |            |            |            |            |            |            | 4          |            |            | 1       |
| Anchorage Sno-Devis       |            |            |            |            |            |            |            |            |            |            |            |            |            |            |            |            |            |            |            |            |            |            |            |         |
| Columbia Rouges           |            |            |            |            |            |            |            |            |            |            |            |            |            |            |            |            |            |            |            |            |            |            |            |         |
| Santa Cruz Breakers       |            |            |            |            |            |            |            |            |            |            |            |            |            |            |            |            |            |            |            |            |            |            |            |         |
| Hoquiam Red Dogs          |            |            |            |            |            |            |            |            |            |            |            |            |            |            |            |            |            |            |            |            |            |            |            |         |
| Skatetown                 |            |            |            |            |            |            |            |            |            |            |            |            |            |            |            |            |            |            |            |            |            |            |            |         |
| Shooting Stars            |            |            |            |            |            |            |            |            |            |            |            |            |            |            |            |            |            |            |            |            |            |            |            |         |
| Fort Worth                |            |            |            |            |            |            |            |            |            |            |            |            |            |            |            |            |            |            |            |            |            |            |            |         |
| W.T.C. Snyder             |            |            |            |            |            |            |            |            |            |            |            |            |            |            |            |            |            |            |            |            |            |            |            |         |
| Tornados                  |            |            |            |            |            |            |            |            |            |            |            |            |            |            |            |            |            |            |            |            |            |            |            |         |
| Lynden Can-Am             |            |            |            |            |            |            |            |            |            |            |            |            |            |            |            |            |            |            |            |            |            |            |            |         |
| Fort Smith Knight Hawks   |            |            |            |            |            |            |            |            |            |            |            |            |            |            |            |            |            |            |            |            |            |            |            |         |
| Hialeah Cannons           |            |            |            |            |            |            |            |            |            |            |            |            |            |            |            |            |            |            |            |            |            |            |            |         |
| Tracy                     |            |            |            |            |            |            |            |            |            |            |            |            |            |            |            |            |            |            |            |            |            |            |            |         |
| San Angelo Aces           |            |            |            |            |            |            |            |            |            |            |            |            |            |            |            |            |            |            |            |            |            |            |            |         |
| San Diego Red Tide        |            |            |            |            |            |            |            |            |            |            |            |            |            |            |            |            |            |            |            |            |            |            |            |         |
| Tacoma Puget Sound        |            |            |            |            |            |            |            |            |            |            |            |            |            |            |            |            |            |            |            |            |            |            |            |         |
| Bowie R.H.C               |            |            |            |            |            |            |            |            |            |            |            |            |            |            |            |            |            |            |            |            |            |            |            |         |
| Ocala H.C.                |            |            |            |            |            |            |            |            |            |            |            |            |            |            |            |            |            |            |            |            |            |            |            |         |
| Bridgeport North Texas    |            |            |            |            |            |            |            |            |            |            |            |            |            |            |            |            |            |            |            |            |            |            |            |         |
| Centralia Sharks          |            |            |            |            |            |            |            |            |            |            |            |            |            |            |            |            |            |            |            |            |            |            |            |         |
| New York Thunderbirds     |            |            |            |            |            |            |            |            |            |            |            |            |            |            |            |            |            |            |            |            |            |            |            |         |
| Miami R.H.C               |            |            |            |            |            |            |            |            |            |            |            |            |            |            |            |            |            |            |            |            |            |            |            |         |
| Texas Demons              |            |            |            |            |            |            |            |            |            |            |            |            |            |            |            |            |            |            |            |            |            |            |            |         |
| Skaterbrain               |            |            |            |            |            |            |            |            |            |            |            |            |            |            |            |            |            |            |            |            |            |            |            |         |
| N.º de participantes      | 8          | 8          | 8          | 8          | 6          | 7          | 6          | 6          | 5          | 6          | 5          | 3          | 4          | 6          | 4          | 5          | 5          | 4          | 6          | 5          | 4          | 4          | 6          |         |

| Equipo                 | Títulos |
| ---------------------- | ------- |
| Olympia Warriors       | 13      |
| Lubbock Gosts          | 11      |
| Cumberland Raiders     | 9       |
| Port Neches Champions  | 6       |
| Boyertown Phantoms     | 6       |
| St. Joseph´s Hawks     | 4       |
| Glendora Hustlers      | 3       |
| Burlington Spartans    | 2       |
| Bremeton Hurricanes    | 2       |
| Washington Crusaders   | 2       |
| Merced Knights         | 1       |
| Sacramento Challengers | 1       |
| Los Ángeles Angels     | 1       |
| Bedford Bandits        | 1       |
| TOTAL                  | 62      |

| Estado      | Títulos |
| ----------- | ------- |
| Washington  | 19      |
| Texas       | 17      |
| California  | 10      |
| Maryland    | 9       |
| Pensilvania | 7       |
| TOTAL       | 62      |

| Equipo                 | Títulos |
| ---------------------- | ------- |
| Olympia Warriors       | 13      |
| Lubbock Gosts          | 11      |
| Cumberland Raiders     | 9       |
| Port Neches Champions  | 6       |
| Boyertown Phantoms     | 6       |
| St. Joseph´s Hawks     | 4       |
| Glendora Hustlers      | 3       |
| Burlington Spartans    | 2       |
| Bremeton Hurricanes    | 2       |
| Washington Crusaders   | 2       |
| Merced Knights         | 1       |
| Sacramento Challengers | 1       |
| Los Ángeles Angels     | 1       |
| Bedford Bandits        | 1       |
| TOTAL                  | 62      |

| Estado      | Títulos |
| ----------- | ------- |
| Washington  | 19      |
| Texas       | 17      |
| California  | 10      |
| Maryland    | 9       |
| Pensilvania | 7       |
| TOTAL       | 62      |